# Lista över fornlämningar i Södertälje kommun (Hölö)
Lista över fornlämningar i Södertälje kommun (Hölö) är en förteckning av ett urval av de fornlämningar som finns i Hölö i Södertälje kommun.
| Namn                     | Lämningstyp                      | Tillkomsttid | Historisk indelning | Plats   | Läge                 | ID-nr          | Bild                                      |
| ------------------------ | -------------------------------- | ------------ | ------------------- | ------- | -------------------- | -------------- | ----------------------------------------- |
| Hölö 3:1                 | Röse                             |              | Hölö, Södermanland  |         | 59.021378, 17.572883 | 10003700030001 | Ladda upp en bild av detta fornminne      |
| Hölö 3:2                 | Husgrund, förhistorisk/medeltida |              | Hölö, Södermanland  |         | 59.021444, 17.573460 | 10003700030002 | Ladda upp en bild av detta fornminne      |
| Hölö 3:3                 | Stensättning                     |              | Hölö, Södermanland  |         | 59.021132, 17.572317 | 10003700030003 | Ladda upp en bild av detta fornminne      |
| Hölö 5:1                 | Stensättning                     |              | Hölö, Södermanland  |         | 59.021369, 17.570254 | 10003700050001 | Ladda upp en bild av detta fornminne      |
| Hölö 5:2                 | Stensättning                     |              | Hölö, Södermanland  |         | 59.021327, 17.569974 | 10003700050002 | Ladda upp en bild av detta fornminne      |
| Hölö 6:1                 | Gravfält                         |              | Hölö, Södermanland  |         | 59.020644, 17.564637 | 10003700060001 | Ladda upp en bild av detta fornminne      |
| Hölö 7:1                 | Röse                             |              | Hölö, Södermanland  |         | 59.022002, 17.561782 | 10003700070001 | Ladda upp en bild av detta fornminne      |
| Hölö 7:2                 | Stensättning                     |              | Hölö, Södermanland  |         | 59.022109, 17.561003 | 10003700070002 | Ladda upp en bild av detta fornminne      |
| Hölö 7:3                 | Stensättning                     |              | Hölö, Södermanland  |         | 59.022105, 17.561333 | 10003700070003 | Ladda upp en bild av detta fornminne      |
| Hölö 8:1                 | Stensättning                     |              | Hölö, Södermanland  |         | 59.021819, 17.560649 | 10003700080001 | Ladda upp en bild av detta fornminne      |
| Hölö 11:1                | Stensättning                     |              | Hölö, Södermanland  |         | 59.017013, 17.554574 | 10003700110001 | Ladda upp en bild av detta fornminne      |
| Hölö 12:1                | Grav- och boplatsområde          |              | Hölö, Södermanland  |         | 59.016894, 17.552743 | 10003700120001 | Ladda upp en bild av detta fornminne      |
| Hölö 13:1                | Grav- och boplatsområde          |              | Hölö, Södermanland  |         | 59.017406, 17.551172 | 10003700130001 | Ladda upp en bild av detta fornminne      |
| Hölö 15:1                | Stensättning                     |              | Hölö, Södermanland  |         | 59.016656, 17.562342 | 10003700150001 | Ladda upp en bild av detta fornminne      |
| Hölö 15:2                | Stensättning                     |              | Hölö, Södermanland  |         | 59.016477, 17.562370 | 10003700150002 | Ladda upp en bild av detta fornminne      |
| Hölö 15:3                | Stensättning                     |              | Hölö, Södermanland  |         | 59.016592, 17.562479 | 10003700150003 | Ladda upp en bild av detta fornminne      |
| Hölö 18:1                | Hög                              |              | Hölö, Södermanland  |         | 59.020629, 17.588761 | 10003700180001 | Ladda upp en bild av detta fornminne      |
| Hölö 19:1                | Gravfält                         |              | Hölö, Södermanland  |         | 59.023360, 17.579059 | 10003700190001 | Ladda upp en bild av detta fornminne      |
| Hölö 20:1                | Gravfält                         |              | Hölö, Södermanland  |         | 59.026964, 17.585861 | 10003700200001 | Ladda upp en bild av detta fornminne      |
| Hölö 22:1                | Röse                             |              | Hölö, Södermanland  |         | 59.030160, 17.584736 | 10003700220001 | Ladda upp en bild av detta fornminne      |
| Hölö 23:1                | Stensättning                     |              | Hölö, Södermanland  |         | 59.029305, 17.584023 | 10003700230001 | Ladda upp en bild av detta fornminne      |
| Hölö 24:1                | Gravfält                         |              | Hölö, Södermanland  |         | 59.036591, 17.581301 | 10003700240001 | Ladda upp en bild av detta fornminne      |
| Hölö 24:2                | Hällristning                     |              | Hölö, Södermanland  |         | 59.037081, 17.581639 | 10003700240002 | Ladda upp en bild av detta fornminne      |
| Hölö 24:3                | Hällristning                     |              | Hölö, Södermanland  |         | 59.037021, 17.582649 | 10003700240003 | Ladda upp en bild av detta fornminne      |
| Hölö 26:1                | Gravfält                         |              | Hölö, Södermanland  |         | 59.036337, 17.571859 | 10003700260001 | Ladda upp en bild av detta fornminne      |
| Hölö 27:1                | Stensättning                     |              | Hölö, Södermanland  |         | 59.033579, 17.569767 | 10003700270001 | Ladda upp en bild av detta fornminne      |
| Hölö 29:1                | Grav- och boplatsområde          |              | Hölö, Södermanland  |         | 59.036220, 17.563618 | 10003700290001 | Ladda upp en bild av detta fornminne      |
| Hölö 31:1                | Gravfält                         |              | Hölö, Södermanland  |         | 59.037592, 17.551238 | 10003700310001 | Ladda upp en bild av detta fornminne      |
| Hölö 32:1                | Gravfält                         |              | Hölö, Södermanland  |         | 59.036433, 17.547729 | 10003700320001 | Ladda upp en bild av detta fornminne      |
| Hölö 36:1                | Stensättning                     |              | Hölö, Södermanland  |         | 59.016338, 17.601289 | 10003700360001 | Ladda upp en bild av detta fornminne      |
| Hölö 37:1                | Gravfält                         |              | Hölö, Södermanland  |         | 59.015581, 17.605907 | 10003700370001 | Ladda upp en bild av detta fornminne      |
| Hölö 38:1                | Röse                             |              | Hölö, Södermanland  |         | 59.019055, 17.618666 | 10003700380001 | Ladda upp en bild av detta fornminne      |
| Hölö 38:2                | Stensättning                     |              | Hölö, Södermanland  |         | 59.019066, 17.618441 | 10003700380002 | Ladda upp en bild av detta fornminne      |
| Hölö 38:3                | Stensättning                     |              | Hölö, Södermanland  |         | 59.019144, 17.618774 | 10003700380003 | Ladda upp en bild av detta fornminne      |
| Hölö 40:1                | Stensättning                     |              | Hölö, Södermanland  |         | 59.017733, 17.613398 | 10003700400001 | Ladda upp en bild av detta fornminne      |
| Hölö 41:1                | Stensättning                     |              | Hölö, Södermanland  |         | 59.017214, 17.612795 | 10003700410001 | Ladda upp en bild av detta fornminne      |
| Hölö 41:2                | Stensättning                     |              | Hölö, Södermanland  |         | 59.017349, 17.612766 | 10003700410002 | Ladda upp en bild av detta fornminne      |
| Hölö 44:1                | Gravfält                         |              | Hölö, Södermanland  |         | 59.019696, 17.591923 | 10003700440001 | Ladda upp en bild av detta fornminne      |
| Hölö 46:1                | Röse                             |              | Hölö, Södermanland  |         | 59.024932, 17.614515 | 10003700460001 | Ladda upp en bild av detta fornminne      |
| Hölö 47:1                | Hög                              |              | Hölö, Södermanland  |         | 59.020797, 17.591231 | 10003700470001 | Ladda upp en bild av detta fornminne      |
| Hölö 47:2                | Stensättning                     |              | Hölö, Södermanland  |         | 59.020934, 17.591439 | 10003700470002 | Ladda upp en bild av detta fornminne      |
| Hölö 48:1                | Röse                             |              | Hölö, Södermanland  |         | 59.021893, 17.601335 | 10003700480001 | Ladda upp en bild av detta fornminne      |
| Hölö 49:1                | Röse                             |              | Hölö, Södermanland  |         | 59.020629, 17.599457 | 10003700490001 | Ladda upp en bild av detta fornminne      |
| Hölö 50:1                | Stensättning                     |              | Hölö, Södermanland  |         | 59.019643, 17.595739 | 10003700500001 | Ladda upp en bild av detta fornminne      |
| Hölö 51:1                | Röse                             |              | Hölö, Södermanland  |         | 59.023238, 17.605776 | 10003700510001 | Ladda upp en bild av detta fornminne      |
| Hölö 51:2                | Röse                             |              | Hölö, Södermanland  |         | 59.022980, 17.606110 | 10003700510002 | Ladda upp en bild av detta fornminne      |
| Hölö 51:3                | Stensättning                     |              | Hölö, Södermanland  |         | 59.022856, 17.606297 | 10003700510003 | Ladda upp en bild av detta fornminne      |
| Hölö 52:1                | Hög                              |              | Hölö, Södermanland  |         | 59.029445, 17.599197 | 10003700520001 | Ladda upp en bild av detta fornminne      |
| Hölö 52:2                | Stensättning                     |              | Hölö, Södermanland  |         | 59.029327, 17.599296 | 10003700520002 | Ladda upp en bild av detta fornminne      |
| Hölö 53:1                | Röse                             |              | Hölö, Södermanland  |         | 59.030152, 17.613157 | 10003700530001 | Ladda upp en bild av detta fornminne      |
| Hölö 53:2                | Röse                             |              | Hölö, Södermanland  |         | 59.030644, 17.612410 | 10003700530002 | Ladda upp en bild av detta fornminne      |
| Hölö 54:1                | Röse                             |              | Hölö, Södermanland  |         | 59.032834, 17.609809 | 10003700540001 | Ladda upp en bild av detta fornminne      |
| Hölö 54:2                | Stensättning                     |              | Hölö, Södermanland  |         | 59.032695, 17.610186 | 10003700540002 | Ladda upp en bild av detta fornminne      |
| Hölö 55:3                | Stensättning                     |              | Hölö, Södermanland  |         | 59.035983, 17.611659 | 10003700550003 | Ladda upp en bild av detta fornminne      |
| Hölö 56:1                | Gravfält                         |              | Hölö, Södermanland  |         | 59.030842, 17.593569 | 10003700560001 | Ladda upp en bild av detta fornminne      |
| Hölö 58:1                | Gravfält                         |              | Hölö, Södermanland  |         | 59.032611, 17.594940 | 10003700580001 | Ladda upp en bild av detta fornminne      |
| Hölö 59:1                | Stensättning                     |              | Hölö, Södermanland  |         | 59.036471, 17.599313 | 10003700590001 | Ladda upp en bild av detta fornminne      |
| Hölö 59:2                | Stensättning                     |              | Hölö, Södermanland  |         | 59.036482, 17.599105 | 10003700590002 | Ladda upp en bild av detta fornminne      |
| Hölö 59:3                | Stensättning                     |              | Hölö, Södermanland  |         | 59.036392, 17.599136 | 10003700590003 | Ladda upp en bild av detta fornminne      |
| Hölö 62:1                | Röse                             |              | Hölö, Södermanland  |         | 59.039207, 17.612416 | 10003700620001 | Ladda upp en bild av detta fornminne      |
| Hölö 63:1                | Röse                             |              | Hölö, Södermanland  |         | 59.038470, 17.611603 | 10003700630001 | Ladda upp en bild av detta fornminne      |
| Hölö 63:2                | Stensättning                     |              | Hölö, Södermanland  |         | 59.038116, 17.611153 | 10003700630002 | Ladda upp en bild av detta fornminne      |
| Hölö 64:1                | Röse                             |              | Hölö, Södermanland  |         | 59.037722, 17.609343 | 10003700640001 | Ladda upp en bild av detta fornminne      |
| Hölö 64:2                | Röse                             |              | Hölö, Södermanland  |         | 59.037224, 17.608888 | 10003700640002 | Ladda upp en bild av detta fornminne      |
| Hölö 65:1                | Stensättning                     |              | Hölö, Södermanland  |         | 59.043619, 17.608542 | 10003700650001 | Ladda upp en bild av detta fornminne      |
| Hölö 68:1                | Stensättning                     |              | Hölö, Södermanland  |         | 59.044333, 17.609860 | 10003700680001 | Ladda upp en bild av detta fornminne      |
| Hölö 71:1                | Grav- och boplatsområde          |              | Hölö, Södermanland  |         | 59.048055, 17.592095 | 10003700710001 | Ladda upp en bild av detta fornminne      |
| Hölö 72:1                | Gravfält                         |              | Hölö, Södermanland  |         | 59.048504, 17.595248 | 10003700720001 | Ladda upp en bild av detta fornminne      |
| Hölö 73:1                | Röse                             |              | Hölö, Södermanland  |         | 59.048754, 17.596495 | 10003700730001 | Ladda upp en bild av detta fornminne      |
| Hölö 74:1                | Röse                             |              | Hölö, Södermanland  |         | 59.049830, 17.599187 | 10003700740001 | Ladda upp en bild av detta fornminne      |
| Nyckelbacken (Hölö 75:1) | Gravfält                         |              | Hölö, Södermanland  |         | 59.043457, 17.591212 | 10003700750001 | Ladda upp en bild av detta fornminne      |
| Hölö 76:1                | Stensättning                     |              | Hölö, Södermanland  |         | 59.039452, 17.589844 | 10003700760001 | Ladda upp en bild av detta fornminne      |
| Hölö 76:2                | Hällristning                     |              | Hölö, Södermanland  |         | 59.039089, 17.589449 | 10003700760002 | Ladda upp en bild av detta fornminne      |
| Hölö 77:1                | Röse                             |              | Hölö, Södermanland  |         | 59.041657, 17.601353 | 10003700770001 | Ladda upp en bild av detta fornminne      |
| Hölö 78:1                | Röse                             |              | Hölö, Södermanland  |         | 59.042658, 17.602596 | 10003700780001 | Ladda upp en bild av detta fornminne      |
| Hölö 79:1                | Stensättning                     |              | Hölö, Södermanland  |         | 59.039695, 17.592265 | 10003700790001 | Ladda upp en bild av detta fornminne      |
| Hölö 79:2                | Stensättning                     |              | Hölö, Södermanland  |         | 59.039378, 17.591591 | 10003700790002 | Ladda upp en bild av detta fornminne      |
| Hölö 79:3                | Stensättning                     |              | Hölö, Södermanland  |         | 59.039446, 17.591106 | 10003700790003 | Ladda upp en bild av detta fornminne      |
| Hölö 79:4                | Stensättning                     |              | Hölö, Södermanland  |         | 59.039582, 17.591007 | 10003700790004 | Ladda upp en bild av detta fornminne      |
| Hölö 81:1                | Gravfält                         |              | Hölö, Södermanland  |         | 59.037528, 17.596480 | 10003700810001 | Ladda upp en bild av detta fornminne      |
| Hölö 82:1                | Gravfält                         |              | Hölö, Södermanland  |         | 59.037985, 17.572758 | 10003700820001 | Ladda upp en bild av detta fornminne      |
| Hölö 83:1                | Stensättning                     |              | Hölö, Södermanland  |         | 59.038499, 17.570533 | 10003700830001 | Ladda upp en bild av detta fornminne      |
| Hölö 84:1                | Stensättning                     |              | Hölö, Södermanland  |         | 59.037928, 17.568386 | 10003700840001 | Ladda upp en bild av detta fornminne      |
| Sö 20 (Hölö 85:1)        | Runristning                      |              | Hölö, Södermanland  | Smedsta | 59.039630, 17.555144 | 10003700850001 | Ladda upp en till bild av detta fornminne |
| Hölö 87:1                | Röse                             |              | Hölö, Södermanland  |         | 59.045897, 17.567938 | 10003700870001 | Ladda upp en bild av detta fornminne      |
| Hölö 88:1                | Gravfält                         |              | Hölö, Södermanland  |         | 59.046783, 17.567358 | 10003700880001 | Ladda upp en bild av detta fornminne      |
| Hölö 89:1                | Hällristning                     |              | Hölö, Södermanland  |         | 59.047083, 17.591409 | 10003700890001 | Ladda upp en bild av detta fornminne      |
| Hölö 91:1                | Grav- och boplatsområde          |              | Hölö, Södermanland  |         | 59.043249, 17.581074 | 10003700910001 | Ladda upp en bild av detta fornminne      |
| Hölö 92:1                | Gravfält                         |              | Hölö, Södermanland  |         | 59.045080, 17.569185 | 10003700920001 | Ladda upp en bild av detta fornminne      |
| Hölö 93:1                | Gravfält                         |              | Hölö, Södermanland  |         | 59.043037, 17.578197 | 10003700930001 | Ladda upp en bild av detta fornminne      |
| Hölö 94:1                | Gravfält                         |              | Hölö, Södermanland  |         | 59.043156, 17.574335 | 10003700940001 | Ladda upp en bild av detta fornminne      |
| Hölö 96:1                | Grav markerad av sten/block      |              | Hölö, Södermanland  |         | 59.048015, 17.593787 | 10003700960001 | Ladda upp en bild av detta fornminne      |
| Hölö 96:2                | Stensättning                     |              | Hölö, Södermanland  |         | 59.048017, 17.594008 | 10003700960002 | Ladda upp en bild av detta fornminne      |
| Hölö 96:3                | Stensättning                     |              | Hölö, Södermanland  |         | 59.047910, 17.593934 | 10003700960003 | Ladda upp en bild av detta fornminne      |
| Hölö 96:4                | Stensättning                     |              | Hölö, Södermanland  |         | 59.048171, 17.593857 | 10003700960004 | Ladda upp en bild av detta fornminne      |
| Hölö 97:1                | Stensättning                     |              | Hölö, Södermanland  |         | 59.044412, 17.578912 | 10003700970001 | Ladda upp en bild av detta fornminne      |
| Hölö 97:2                | Stensättning                     |              | Hölö, Södermanland  |         | 59.044583, 17.578849 | 10003700970002 | Ladda upp en bild av detta fornminne      |
| Hölö 97:3                | Stensättning                     |              | Hölö, Södermanland  |         | 59.044177, 17.579060 | 10003700970003 | Ladda upp en bild av detta fornminne      |
| Hölö 98:1                | Stensättning                     |              | Hölö, Södermanland  |         | 59.050889, 17.583542 | 10003700980001 | Ladda upp en bild av detta fornminne      |
| Hölö 99:1                | Stensättning                     |              | Hölö, Södermanland  |         | 59.047754, 17.563688 | 10003700990001 | Ladda upp en bild av detta fornminne      |
| Hölö 99:2                | Stensättning                     |              | Hölö, Södermanland  |         | 59.047827, 17.563587 | 10003700990002 | Ladda upp en bild av detta fornminne      |
| Hölö 100:1               | Gravfält                         |              | Hölö, Södermanland  |         | 59.052404, 17.563365 | 10003701000001 | Ladda upp en bild av detta fornminne      |
| Hölö 103:1               | Gravfält                         |              | Hölö, Södermanland  |         | 59.045932, 17.556439 | 10003701030001 | Ladda upp en bild av detta fornminne      |
| Hölö 105:1               | Grav- och boplatsområde          |              | Hölö, Södermanland  |         | 59.017916, 17.544291 | 10003701050001 | Ladda upp en bild av detta fornminne      |
| Hölö 106:1               | Stensättning                     |              | Hölö, Södermanland  |         | 59.016526, 17.535491 | 10003701060001 | Ladda upp en bild av detta fornminne      |
| Hölö 107:1               | Stensättning                     |              | Hölö, Södermanland  |         | 59.015919, 17.537435 | 10003701070001 | Ladda upp en bild av detta fornminne      |
| Hölö 107:2               | Stensättning                     |              | Hölö, Södermanland  |         | 59.016085, 17.536637 | 10003701070002 | Ladda upp en bild av detta fornminne      |
| Hölö 109:1               | Stensättning                     |              | Hölö, Södermanland  |         | 59.018197, 17.532188 | 10003701090001 | Ladda upp en bild av detta fornminne      |
| Hölö 110:1               | Stensättning                     |              | Hölö, Södermanland  |         | 59.024973, 17.538040 | 10003701100001 | Ladda upp en bild av detta fornminne      |
| Hölö 110:2               | Stensättning                     |              | Hölö, Södermanland  |         | 59.025083, 17.537907 | 10003701100002 | Ladda upp en bild av detta fornminne      |
| Hölö 111:1               | Stensättning                     |              | Hölö, Södermanland  |         | 59.027397, 17.538000 | 10003701110001 | Ladda upp en bild av detta fornminne      |
| Hölö 112:1               | Stensättning                     |              | Hölö, Södermanland  |         | 59.027658, 17.540698 | 10003701120001 | Ladda upp en bild av detta fornminne      |
| Hölö 113:2               | Husgrund, förhistorisk/medeltida |              | Hölö, Södermanland  |         | 59.030511, 17.544657 | 10003701130002 | Ladda upp en bild av detta fornminne      |
| Hölö 113:3               | Husgrund, förhistorisk/medeltida |              | Hölö, Södermanland  |         | 59.030393, 17.544162 | 10003701130003 | Ladda upp en bild av detta fornminne      |
| Hölö 115:1               | Kyrka/kapell                     |              | Hölö, Södermanland  |         | 59.034183, 17.542105 | 10003701150001 | Ladda upp en till bild av detta fornminne |
| Hölö 117:1               | Stensättning                     |              | Hölö, Södermanland  |         | 59.034625, 17.539421 | 10003701170001 | Ladda upp en bild av detta fornminne      |
| Hölö 118:1               | Stensättning                     |              | Hölö, Södermanland  |         | 59.037229, 17.542273 | 10003701180001 | Ladda upp en bild av detta fornminne      |
| Hölö 120:1               | Stensättning                     |              | Hölö, Södermanland  |         | 59.041885, 17.544194 | 10003701200001 | Ladda upp en bild av detta fornminne      |
| Hölö 121:1               | Stensättning                     |              | Hölö, Södermanland  |         | 59.041076, 17.545860 | 10003701210001 | Ladda upp en bild av detta fornminne      |
| Hölö 121:3               | Stensättning                     |              | Hölö, Södermanland  |         | 59.040946, 17.546130 | 10003701210003 | Ladda upp en bild av detta fornminne      |
| Hölö 127:1               | Stensättning                     |              | Hölö, Södermanland  |         | 59.046550, 17.511761 | 10003701270001 | Ladda upp en bild av detta fornminne      |
| Hölö 129:1               | Gravfält                         |              | Hölö, Södermanland  |         | 59.038193, 17.529498 | 10003701290001 | Ladda upp en bild av detta fornminne      |
| Hölö 130:1               | Stensättning                     |              | Hölö, Södermanland  |         | 59.037341, 17.525101 | 10003701300001 | Ladda upp en bild av detta fornminne      |
| Hölö 130:2               | Stensättning                     |              | Hölö, Södermanland  |         | 59.037211, 17.524930 | 10003701300002 | Ladda upp en bild av detta fornminne      |
| Hölö 132:1               | Gravfält                         |              | Hölö, Södermanland  |         | 59.035767, 17.524895 | 10003701320001 | Ladda upp en bild av detta fornminne      |
| Hölö 133:1               | Stensättning                     |              | Hölö, Södermanland  |         | 59.031025, 17.536328 | 10003701330001 | Ladda upp en bild av detta fornminne      |
| Hölö 135:1               | Gravfält                         |              | Hölö, Södermanland  |         | 59.028321, 17.529971 | 10003701350001 | Ladda upp en bild av detta fornminne      |
| Hölö 138:1               | Gravfält                         |              | Hölö, Södermanland  |         | 59.031563, 17.526138 | 10003701380001 | Ladda upp en bild av detta fornminne      |
| Hölö 139:1               | Gravfält                         |              | Hölö, Södermanland  |         | 59.033508, 17.522941 | 10003701390001 | Ladda upp en bild av detta fornminne      |
| Grottberget (Hölö 146:1) | Fornborg                         |              | Hölö, Södermanland  |         | 58.994381, 17.455518 | 10003701460001 | Ladda upp en bild av detta fornminne      |
| Hölö 149:1               | Röse                             |              | Hölö, Södermanland  |         | 59.039992, 17.599053 | 10003701490001 | Ladda upp en bild av detta fornminne      |
| Hölö 150:1               | Stensättning                     |              | Hölö, Södermanland  |         | 59.042772, 17.606312 | 10003701500001 | Ladda upp en bild av detta fornminne      |
| Hölö 150:2               | Stensättning                     |              | Hölö, Södermanland  |         | 59.042720, 17.606188 | 10003701500002 | Ladda upp en bild av detta fornminne      |
| Hölö 154:1               | Stensättning                     |              | Hölö, Södermanland  |         | 59.033594, 17.567347 | 10003701540001 | Ladda upp en bild av detta fornminne      |
| Hölö 154:2               | Stensättning                     |              | Hölö, Södermanland  |         | 59.033498, 17.567117 | 10003701540002 | Ladda upp en bild av detta fornminne      |
| Hölö 156:1               | Stensättning                     |              | Hölö, Södermanland  |         | 59.034925, 17.580356 | 10003701560001 | Ladda upp en bild av detta fornminne      |
| Hölö 159:1               | Stensättning                     |              | Hölö, Södermanland  |         | 59.035120, 17.610928 | 10003701590001 | Ladda upp en bild av detta fornminne      |
| Hölö 162:1               | Stensättning                     |              | Hölö, Södermanland  |         | 59.017267, 17.615478 | 10003701620001 | Ladda upp en bild av detta fornminne      |
| Hölö 163:1               | Stensättning                     |              | Hölö, Södermanland  |         | 59.050750, 17.603006 | 10003701630001 | Ladda upp en bild av detta fornminne      |
| Hölö 164:1               | Röse                             |              | Hölö, Södermanland  |         | 59.021131, 17.561351 | 10003701640001 | Ladda upp en bild av detta fornminne      |
| Hölö 164:2               | Röse                             |              | Hölö, Södermanland  |         | 59.021413, 17.561773 | 10003701640002 | Ladda upp en bild av detta fornminne      |
| Hölö 164:3               | Stensättning                     |              | Hölö, Södermanland  |         | 59.021357, 17.562670 | 10003701640003 | Ladda upp en bild av detta fornminne      |
| Hölö 164:4               | Stensättning                     |              | Hölö, Södermanland  |         | 59.021602, 17.563348 | 10003701640004 | Ladda upp en bild av detta fornminne      |
| Hölö 166:1               | Stensättning                     |              | Hölö, Södermanland  |         | 59.019539, 17.561269 | 10003701660001 | Ladda upp en bild av detta fornminne      |
| Hölö 167:1               | Stensättning                     |              | Hölö, Södermanland  |         | 59.019885, 17.558967 | 10003701670001 | Ladda upp en bild av detta fornminne      |
| Hölö 168:1               | Gravfält                         |              | Hölö, Södermanland  |         | 59.022831, 17.560905 | 10003701680001 | Ladda upp en bild av detta fornminne      |
| Hölö 170:1               | Stensättning                     |              | Hölö, Södermanland  |         | 59.048511, 17.590507 | 10003701700001 | Ladda upp en bild av detta fornminne      |
| Hölö 172:1               | Gravfält                         |              | Hölö, Södermanland  |         | 59.048073, 17.588552 | 10003701720001 | Ladda upp en bild av detta fornminne      |
| Hölö 179:1               | Stensättning                     |              | Hölö, Södermanland  |         | 59.001337, 17.555563 | 10003701790001 | Ladda upp en bild av detta fornminne      |
| Hölö 180:1               | Hällristning                     |              | Hölö, Södermanland  |         | 59.005685, 17.527660 | 10003701800001 | Ladda upp en bild av detta fornminne      |
| Hölö 180:2               | Hällristning                     |              | Hölö, Södermanland  |         | 59.005744, 17.527694 | 10003701800002 | Ladda upp en bild av detta fornminne      |
| Hölö 184:1               | Stensättning                     |              | Hölö, Södermanland  |         | 59.027430, 17.536556 | 10003701840001 | Ladda upp en bild av detta fornminne      |
| Hölö 184:2               | Stensättning                     |              | Hölö, Södermanland  |         | 59.027359, 17.536482 | 10003701840002 | Ladda upp en bild av detta fornminne      |
| Hölö 184:3               | Hög                              |              | Hölö, Södermanland  |         | 59.027279, 17.536442 | 10003701840003 | Ladda upp en bild av detta fornminne      |
| Hölö 189:1               | Gravfält                         |              | Hölö, Södermanland  |         | 58.965425, 17.564570 | 10003701890001 | Ladda upp en bild av detta fornminne      |
| Hölö 191:1               | Fornborg                         |              | Hölö, Södermanland  |         | 58.978062, 17.611116 | 10003701910001 | Ladda upp en bild av detta fornminne      |
| Hölö 194:1               | Stensättning                     |              | Hölö, Södermanland  |         | 59.051951, 17.571016 | 10003701940001 | Ladda upp en bild av detta fornminne      |
| Skansberget (Hölö 195:1) | Fornborg                         |              | Hölö, Södermanland  |         | 59.043105, 17.490951 | 10003701950001 | Ladda upp en bild av detta fornminne      |
| Hölö 199:1               | Hällristning                     |              | Hölö, Södermanland  |         | 59.021043, 17.567891 | 10003701990001 | Ladda upp en bild av detta fornminne      |
| Hölö 201:1               | Stensättning                     |              | Hölö, Södermanland  |         | 59.002322, 17.589856 | 10003702010001 | Ladda upp en bild av detta fornminne      |
| Hölö 202:1               | Stensättning                     |              | Hölö, Södermanland  |         | 59.004655, 17.585775 | 10003702020001 | Ladda upp en bild av detta fornminne      |
| Hölö 203:1               | Gravfält                         |              | Hölö, Södermanland  |         | 59.001965, 17.581250 | 10003702030001 | Ladda upp en bild av detta fornminne      |
| Hölö 204:1               | Hällristning                     |              | Hölö, Södermanland  |         | 59.027749, 17.581785 | 10003702040001 | Ladda upp en bild av detta fornminne      |
| Hölö 205:1               | Hög                              |              | Hölö, Södermanland  |         | 59.002744, 17.594330 | 10003702050001 | Ladda upp en bild av detta fornminne      |
| Hölö 206:1               | Stensättning                     |              | Hölö, Södermanland  |         | 59.002248, 17.576633 | 10003702060001 | Ladda upp en bild av detta fornminne      |
| Hölö 207:1               | Gravfält                         |              | Hölö, Södermanland  |         | 59.002830, 17.560265 | 10003702070001 | Ladda upp en bild av detta fornminne      |
| Hölö 208:1               | Stensättning                     |              | Hölö, Södermanland  |         | 58.998219, 17.552452 | 10003702080001 | Ladda upp en bild av detta fornminne      |
| Hölö 209:1               | Gravfält                         |              | Hölö, Södermanland  |         | 59.012127, 17.547676 | 10003702090001 | Ladda upp en bild av detta fornminne      |
| Hölö 210:1               | Stensättning                     |              | Hölö, Södermanland  |         | 59.012743, 17.549176 | 10003702100001 | Ladda upp en bild av detta fornminne      |
| Hölö 210:2               | Stensättning                     |              | Hölö, Södermanland  |         | 59.013122, 17.548964 | 10003702100002 | Ladda upp en bild av detta fornminne      |
| Hölö 211:1               | Gravfält                         |              | Hölö, Södermanland  |         | 59.013663, 17.548567 | 10003702110001 | Ladda upp en bild av detta fornminne      |
| Hölö 212:1               | Gravfält                         |              | Hölö, Södermanland  |         | 59.014091, 17.555897 | 10003702120001 | Ladda upp en bild av detta fornminne      |
| Hölö 213:1               | Stensättning                     |              | Hölö, Södermanland  |         | 59.011028, 17.572744 | 10003702130001 | Ladda upp en bild av detta fornminne      |
| Hölö 214:1               | Gravfält                         |              | Hölö, Södermanland  |         | 59.005816, 17.595845 | 10003702140001 | Ladda upp en bild av detta fornminne      |
| Hölö 215:1               | Gravfält                         |              | Hölö, Södermanland  |         | 59.011783, 17.592041 | 10003702150001 | Ladda upp en bild av detta fornminne      |
| Hölö 217:1               | Gravfält                         |              | Hölö, Södermanland  |         | 58.999741, 17.591093 | 10003702170001 | Ladda upp en bild av detta fornminne      |
| Hölö 218:1               | Stensättning                     |              | Hölö, Södermanland  |         | 58.997915, 17.589426 | 10003702180001 | Ladda upp en bild av detta fornminne      |
| Hölö 219:1               | Stensättning                     |              | Hölö, Södermanland  |         | 58.992595, 17.580834 | 10003702190001 | Ladda upp en bild av detta fornminne      |
| Hölö 219:2               | Stensättning                     |              | Hölö, Södermanland  |         | 58.992669, 17.580628 | 10003702190002 | Ladda upp en bild av detta fornminne      |
| Hölö 219:3               | Stensättning                     |              | Hölö, Södermanland  |         | 58.992718, 17.581082 | 10003702190003 | Ladda upp en bild av detta fornminne      |
| Hölö 220:1               | Stensättning                     |              | Hölö, Södermanland  |         | 58.997310, 17.581226 | 10003702200001 | Ladda upp en bild av detta fornminne      |
| Hölö 220:2               | Stensättning                     |              | Hölö, Södermanland  |         | 58.996917, 17.581907 | 10003702200002 | Ladda upp en bild av detta fornminne      |
| Hölö 222:1               | Röse                             |              | Hölö, Södermanland  |         | 58.997033, 17.578588 | 10003702220001 | Ladda upp en bild av detta fornminne      |
| Hölö 223:1               | Stensättning                     |              | Hölö, Södermanland  |         | 58.995410, 17.591241 | 10003702230001 | Ladda upp en bild av detta fornminne      |
| Hölö 224:1               | Röse                             |              | Hölö, Södermanland  |         | 58.993605, 17.587187 | 10003702240001 | Ladda upp en bild av detta fornminne      |
| Hölö 225:1               | Stensättning                     |              | Hölö, Södermanland  |         | 58.994631, 17.601231 | 10003702250001 | Ladda upp en bild av detta fornminne      |
| Hölö 226:1               | Röse                             |              | Hölö, Södermanland  |         | 58.995944, 17.595907 | 10003702260001 | Ladda upp en bild av detta fornminne      |
| Hölö 226:2               | Stensättning                     |              | Hölö, Södermanland  |         | 58.995823, 17.596337 | 10003702260002 | Ladda upp en bild av detta fornminne      |
| Hölö 227:1               | Stensättning                     |              | Hölö, Södermanland  |         | 58.998053, 17.611786 | 10003702270001 | Ladda upp en bild av detta fornminne      |
| Hölö 228:1               | Stensättning                     |              | Hölö, Södermanland  |         | 58.995454, 17.616554 | 10003702280001 | Ladda upp en bild av detta fornminne      |
| Hölö 229:1               | Stensättning                     |              | Hölö, Södermanland  |         | 58.996709, 17.616639 | 10003702290001 | Ladda upp en bild av detta fornminne      |
| Hölö 230:1               | Röse                             |              | Hölö, Södermanland  |         | 58.995292, 17.622427 | 10003702300001 | Ladda upp en bild av detta fornminne      |
| Hölö 231:1               | Stensättning                     |              | Hölö, Södermanland  |         | 58.995320, 17.620636 | 10003702310001 | Ladda upp en bild av detta fornminne      |
| Hölö 232:1               | Stensättning                     |              | Hölö, Södermanland  |         | 58.998467, 17.620832 | 10003702320001 | Ladda upp en bild av detta fornminne      |
| Hölö 233:1               | Stensättning                     |              | Hölö, Södermanland  |         | 58.999449, 17.620454 | 10003702330001 | Ladda upp en bild av detta fornminne      |
| Hölö 234:1               | Stensättning                     |              | Hölö, Södermanland  |         | 58.999704, 17.624309 | 10003702340001 | Ladda upp en bild av detta fornminne      |
| Hölö 235:1               | Stensättning                     |              | Hölö, Södermanland  |         | 59.008146, 17.626806 | 10003702350001 | Ladda upp en bild av detta fornminne      |
| Hölö 236:1               | Röse                             |              | Hölö, Södermanland  |         | 59.002980, 17.613392 | 10003702360001 | Ladda upp en bild av detta fornminne      |
| Hölö 237:1               | Gravfält                         |              | Hölö, Södermanland  |         | 59.002342, 17.612573 | 10003702370001 | Ladda upp en bild av detta fornminne      |
| Hölö 239:1               | Röse                             |              | Hölö, Södermanland  |         | 59.001591, 17.610692 | 10003702390001 | Ladda upp en bild av detta fornminne      |
| Hölö 240:1               | Röse                             |              | Hölö, Södermanland  |         | 58.994552, 17.608603 | 10003702400001 | Ladda upp en bild av detta fornminne      |
| Hölö 240:2               | Stensättning                     |              | Hölö, Södermanland  |         | 58.994519, 17.608358 | 10003702400002 | Ladda upp en bild av detta fornminne      |
| Hölö 240:4               | Stensättning                     |              | Hölö, Södermanland  |         | 58.994670, 17.609373 | 10003702400004 | Ladda upp en bild av detta fornminne      |
| Hölö 240:5               | Stensättning                     |              | Hölö, Södermanland  |         | 58.994586, 17.609631 | 10003702400005 | Ladda upp en bild av detta fornminne      |
| Hölö 240:6               | Hällristning                     |              | Hölö, Södermanland  |         | 58.994831, 17.610249 | 10003702400006 | Ladda upp en bild av detta fornminne      |
| Hölö 241:1               | Stensättning                     |              | Hölö, Södermanland  |         | 58.993577, 17.612583 | 10003702410001 | Ladda upp en bild av detta fornminne      |
| Hölö 241:2               | Stensättning                     |              | Hölö, Södermanland  |         | 58.993355, 17.613148 | 10003702410002 | Ladda upp en bild av detta fornminne      |
| Hölö 242:1               | Röse                             |              | Hölö, Södermanland  |         | 58.993066, 17.610788 | 10003702420001 | Ladda upp en bild av detta fornminne      |
| Hölö 242:2               | Stensättning                     |              | Hölö, Södermanland  |         | 58.992935, 17.610539 | 10003702420002 | Ladda upp en bild av detta fornminne      |
| Hölö 242:3               | Stensättning                     |              | Hölö, Södermanland  |         | 58.993088, 17.611276 | 10003702420003 | Ladda upp en bild av detta fornminne      |
| Hölö 243:1               | Stensättning                     |              | Hölö, Södermanland  |         | 58.992989, 17.608854 | 10003702430001 | Ladda upp en bild av detta fornminne      |
| Hölö 244:1               | Röse                             |              | Hölö, Södermanland  |         | 58.992019, 17.607198 | 10003702440001 | Ladda upp en bild av detta fornminne      |
| Hölö 244:2               | Röse                             |              | Hölö, Södermanland  |         | 58.991774, 17.607519 | 10003702440002 | Ladda upp en bild av detta fornminne      |
| Hölö 244:3               | Stensättning                     |              | Hölö, Södermanland  |         | 58.992289, 17.606322 | 10003702440003 | Ladda upp en bild av detta fornminne      |
| Hölö 244:4               | Stensättning                     |              | Hölö, Södermanland  |         | 58.991995, 17.606101 | 10003702440004 | Ladda upp en bild av detta fornminne      |
| Hölö 244:5               | Stensättning                     |              | Hölö, Södermanland  |         | 58.991749, 17.606422 | 10003702440005 | Ladda upp en bild av detta fornminne      |
| Hölö 246:1               | Stensättning                     |              | Hölö, Södermanland  |         | 58.989610, 17.577118 | 10003702460001 | Ladda upp en bild av detta fornminne      |
| Hölö 247:1               | Stensättning                     |              | Hölö, Södermanland  |         | 58.990451, 17.570471 | 10003702470001 | Ladda upp en bild av detta fornminne      |
| Hölö 248:1               | Stensättning                     |              | Hölö, Södermanland  |         | 58.990860, 17.568243 | 10003702480001 | Ladda upp en bild av detta fornminne      |
| Hölö 249:1               | Röse                             |              | Hölö, Södermanland  |         | 58.989188, 17.580078 | 10003702490001 | Ladda upp en bild av detta fornminne      |
| Hölö 250:1               | Röse                             |              | Hölö, Södermanland  |         | 58.976479, 17.563796 | 10003702500001 | Ladda upp en bild av detta fornminne      |
| Hölö 251:1               | Stensättning                     |              | Hölö, Södermanland  |         | 58.991652, 17.557699 | 10003702510001 | Ladda upp en bild av detta fornminne      |
| Hölö 252:1               | Gravfält                         |              | Hölö, Södermanland  |         | 59.013868, 17.524703 | 10003702520001 | Ladda upp en bild av detta fornminne      |
| Sö 19 (Hölö 252:2)       | Runristning                      |              | Hölö, Södermanland  |         | 59.014150, 17.525467 | 10003702520002 | Ladda upp en till bild av detta fornminne |
| Hölö 253:1               | Gravfält                         |              | Hölö, Södermanland  |         | 59.014014, 17.595501 | 10003702530001 | Ladda upp en bild av detta fornminne      |
| Hölö 254:1               | Gravfält                         |              | Hölö, Södermanland  |         | 59.011450, 17.517772 | 10003702540001 | Ladda upp en bild av detta fornminne      |
| Hölö 255:1               | Gravfält                         |              | Hölö, Södermanland  |         | 59.014754, 17.534517 | 10003702550001 | Ladda upp en bild av detta fornminne      |
| Hölö 256:1               | Gravfält                         |              | Hölö, Södermanland  |         | 59.003705, 17.525647 | 10003702560001 | Ladda upp en bild av detta fornminne      |
| Hölö 257:1               | Stensättning                     |              | Hölö, Södermanland  |         | 59.000081, 17.546747 | 10003702570001 | Ladda upp en bild av detta fornminne      |
| Hölö 258:1               | Stensättning                     |              | Hölö, Södermanland  |         | 59.001156, 17.524227 | 10003702580001 | Ladda upp en bild av detta fornminne      |
| Hölö 259:1               | Fornborg                         |              | Hölö, Södermanland  |         | 59.001253, 17.524050 | 10003702590001 | Ladda upp en bild av detta fornminne      |
| Hölö 260:1               | Röse                             |              | Hölö, Södermanland  |         | 59.002132, 17.520331 | 10003702600001 | Ladda upp en bild av detta fornminne      |
| Hölö 260:2               | Röse                             |              | Hölö, Södermanland  |         | 59.001795, 17.519265 | 10003702600002 | Ladda upp en bild av detta fornminne      |
| Hölö 260:3               | Stensättning                     |              | Hölö, Södermanland  |         | 59.001804, 17.520386 | 10003702600003 | Ladda upp en bild av detta fornminne      |
| Hölö 261:1               | Gravfält                         |              | Hölö, Södermanland  |         | 58.998005, 17.607260 | 10003702610001 | Ladda upp en bild av detta fornminne      |
| Hölö 262:1               | Stensättning                     |              | Hölö, Södermanland  |         | 59.014936, 17.527030 | 10003702620001 | Ladda upp en bild av detta fornminne      |
| Hölö 265:1               | Fornborg                         |              | Hölö, Södermanland  |         | 58.999480, 17.490689 | 10003702650001 | Ladda upp en bild av detta fornminne      |
| Hölö 269:1               | Fästning/skans                   |              | Hölö, Södermanland  |         | 58.991286, 17.619507 | 10003702690001 | Ladda upp en bild av detta fornminne      |
| Hölö 271:1               | Stensättning                     |              | Hölö, Södermanland  |         | 58.995399, 17.594007 | 10003702710001 | Ladda upp en bild av detta fornminne      |
| Hölö 272:1               | Stensättning                     |              | Hölö, Södermanland  |         | 58.995973, 17.615827 | 10003702720001 | Ladda upp en bild av detta fornminne      |
| Hölö 275:1               | Stensättning                     |              | Hölö, Södermanland  |         | 58.992429, 17.584706 | 10003702750001 | Ladda upp en bild av detta fornminne      |
| Hölö 276:1               | Fornborg                         |              | Hölö, Södermanland  |         | 59.001807, 17.504888 | 10003702760001 | Ladda upp en bild av detta fornminne      |
| Hölö 281:1               | Hällristning                     |              | Hölö, Södermanland  |         | 59.039096, 17.584177 | 10003702810001 | Ladda upp en bild av detta fornminne      |
| Hölö 285:1               | Stensättning                     |              | Hölö, Södermanland  |         | 58.992459, 17.612173 | 10003702850001 | Ladda upp en bild av detta fornminne      |
| Hölö 285:2               | Stensättning                     |              | Hölö, Södermanland  |         | 58.992558, 17.612194 | 10003702850002 | Ladda upp en bild av detta fornminne      |
| Hölö 287:1               | Hällristning                     |              | Hölö, Södermanland  |         | 59.008972, 17.512540 | 10003702870001 | Ladda upp en bild av detta fornminne      |
| Hölö 287:2               | Hällristning                     |              | Hölö, Södermanland  |         | 59.008918, 17.512662 | 10003702870002 | Ladda upp en bild av detta fornminne      |
| Hölö 288:1               | Hällristning                     |              | Hölö, Södermanland  |         | 59.005584, 17.510391 | 10003702880001 | Ladda upp en bild av detta fornminne      |
| Hölö 288:2               | Hällristning                     |              | Hölö, Södermanland  |         | 59.005645, 17.510394 | 10003702880002 | Ladda upp en bild av detta fornminne      |
| Hölö 289:1               | Stensättning                     |              | Hölö, Södermanland  |         | 59.037156, 17.599010 | 10003702890001 | Ladda upp en bild av detta fornminne      |
| Hölö 289:2               | Stensättning                     |              | Hölö, Södermanland  |         | 59.037437, 17.598794 | 10003702890002 | Ladda upp en bild av detta fornminne      |
| Hölö 290:1               | Hällristning                     |              | Hölö, Södermanland  |         | 59.023452, 17.571919 | 10003702900001 | Ladda upp en bild av detta fornminne      |
| Hölö 292:1               | Stensättning                     |              | Hölö, Södermanland  |         | 59.030463, 17.605681 | 10003702920001 | Ladda upp en bild av detta fornminne      |
| Hölö 293:1               | Hällristning                     |              | Hölö, Södermanland  |         | 59.015662, 17.553234 | 10003702930001 | Ladda upp en bild av detta fornminne      |
| Hölö 294:1               | Hällristning                     |              | Hölö, Södermanland  |         | 59.025858, 17.577985 | 10003702940001 | Ladda upp en bild av detta fornminne      |
| Hölö 294:2               | Hällristning                     |              | Hölö, Södermanland  |         | 59.025729, 17.577458 | 10003702940002 | Ladda upp en bild av detta fornminne      |
| Hölö 295:1               | Hällristning                     |              | Hölö, Södermanland  |         | 59.025420, 17.575960 | 10003702950001 | Ladda upp en bild av detta fornminne      |
| Hölö 296:1               | Hällristning                     |              | Hölö, Södermanland  |         | 58.994478, 17.593688 | 10003702960001 | Ladda upp en bild av detta fornminne      |
| Hölö 302:1               | Stensättning                     |              | Hölö, Södermanland  |         | 59.001400, 17.538162 | 10003703020001 | Ladda upp en bild av detta fornminne      |
| Hölö 307:1               | Hällristning                     |              | Hölö, Södermanland  |         | 59.031531, 17.592714 | 10003703070001 | Ladda upp en bild av detta fornminne      |
| Hölö 308:1               | Hällristning                     |              | Hölö, Södermanland  |         | 59.030287, 17.590662 | 10003703080001 | Ladda upp en bild av detta fornminne      |
| Hölö 311:1               | Gravfält                         |              | Hölö, Södermanland  |         | 58.957528, 17.567602 | 10003703110001 | Ladda upp en bild av detta fornminne      |
| Hölö 312:1               | Stensättning                     |              | Hölö, Södermanland  |         | 58.957132, 17.567065 | 10003703120001 | Ladda upp en bild av detta fornminne      |
| Hölö 313:1               | Fornborg                         |              | Hölö, Södermanland  |         | 58.990776, 17.523498 | 10003703130001 | Ladda upp en bild av detta fornminne      |
| Hölö 316:1               | Hällristning                     |              | Hölö, Södermanland  |         | 59.036547, 17.604604 | 10003703160001 | Ladda upp en bild av detta fornminne      |
| Hölö 322:1               | Röse                             |              | Hölö, Södermanland  |         | 59.021283, 17.601328 | 10003703220001 | Ladda upp en bild av detta fornminne      |
| Hölö 327                 | Borg                             |              | Hölö, Södermanland  |         | 58.949749, 17.585166 | 12000000066176 | Ladda upp en bild av detta fornminne      |
| Hölö 328                 | Hällristning                     |              | Hölö, Södermanland  |         | 59.023596, 17.571902 | 12000000082326 | Ladda upp en bild av detta fornminne      |
| Hölö 331                 | Hällristning                     |              | Hölö, Södermanland  |         | 59.027127, 17.585176 | 12000000082330 | Ladda upp en bild av detta fornminne      |
| Hölö 332                 | Hällristning                     |              | Hölö, Södermanland  |         | 59.024599, 17.580299 | 12000000082332 | Ladda upp en bild av detta fornminne      |
| Hölö 333                 | Hällristning                     |              | Hölö, Södermanland  |         | 59.024632, 17.575310 | 12000000082334 | Ladda upp en bild av detta fornminne      |
| Hölö 335                 | Hällristning                     |              | Hölö, Södermanland  |         | 59.022874, 17.577729 | 12000000082337 | Ladda upp en bild av detta fornminne      |
| Hölö 336                 | Hällristning                     |              | Hölö, Södermanland  |         | 59.021408, 17.580619 | 12000000082339 | Ladda upp en bild av detta fornminne      |
| Hölö 358                 | Stensättning                     |              | Hölö, Södermanland  |         | 58.975888, 17.615157 | 12000000112837 | Ladda upp en bild av detta fornminne      |